# Massimo Pigliucci
Massimo Pigliucci, född 16 januari 1964 i Monrovia, Liberia, är en italiensk-amerikansk filosof, genetiker och ateist. Pigliucci är ordförande vid Department of Philosophy vid CUNY-Lehman College. Han är också redaktör för tidskriften Philosophy & Theory in Biology. Han är känd som kritiker av kreationism och förespråkare för vetenskaplig utbildning.

## Bibliografi

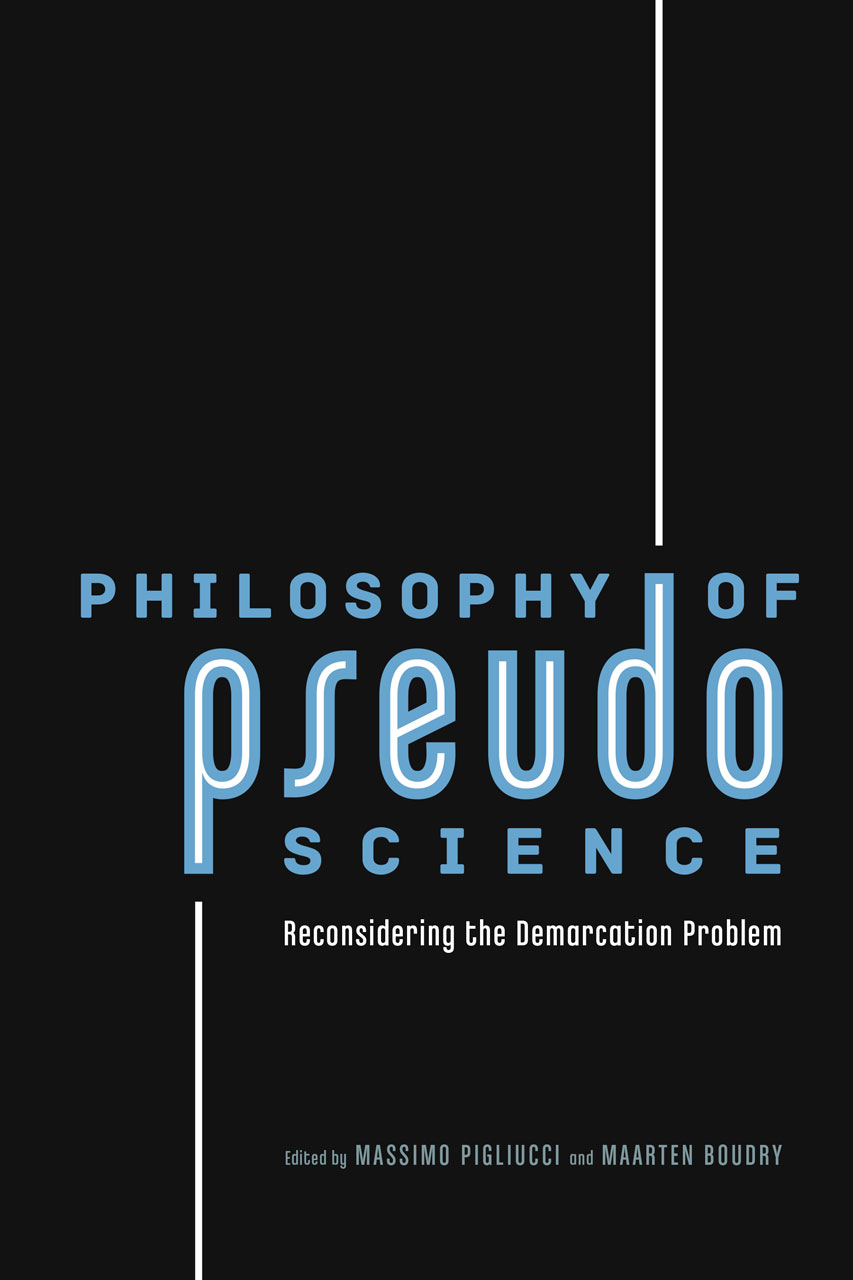
Omslag av Philosophy of Pseudoscience.